# Old (Ungheria)
Old è un comune dell'Ungheria di 366 abitanti (dati 2008) situato nella contea di Baranya, nella regione Transdanubio Meridionale.